# Paul Wormser
Pour les articles homonymes, voir Wormser.
Paul Wormser, né le 11 juillet 1905 à Colmar et mort le 17 août 1944 à Sainte-Radegonde, est un escrimeur français maniant l'épée, médaillé olympique. Il est une des victimes du massacre du champ de tir de Sainte-Radegonde pendant la Seconde Guerre mondiale.

## Biographie
Paul Albert Wormser est le fils de Léonard, dit Lucien Wormser, marchand de chevaux, et de Cécile Lévy. Il obtient son bac en 1923 au lycée Bartholdi. Il poursuit ses études à l'université de Strasbourg et devient chirurgien-dentiste. Il installe son cabinet dans la maison familiale,.

### Carrière sportive
Gaucher, il devient Champion de France en 1927, et il remporte la même année une médaille d'or au Tournoi international universitaire de Rome (tout en terminant deuxième par équipes). Il est président du S.E.C. (Strasbourg Étudiants Club) sur l'année universitaire 1927/28. En novembre 1929, il est champion d'Alsace par équipe avec Mulhouse.
En septembre 1931, il remporte le Tournoi des Trois-Épis à l'épée, avec la section d'escrime des Sports Réunis de Colmar.
Paul Wormser participe ensuite à l'épreuve collective d'épée lors des Jeux olympiques d'été de 1936 à Berlin, où il remporte une médaille de bronze.

### Seconde Guerre mondiale
Lorsque la guerre éclate, il est chef du service de stomatologie de l’hôpital Louis Pasteur à Colmar. Il est mobilisé comme lieutenant dentiste. Démobilisé, il exerce à Rumilly, puis à Tulle. En 1944, il rejoint sa mère à Espalion. De confession juive, ils se cachent à Lassouts puis au château de Neyrolles près de Saint-Geniez d'Olt.
Le 17 juillet 1944, il rejoint le service de santé de la Résistance. Mais, le 19 juillet, il est fait prisonnier par les Allemands alors qu'il se portait au secours d'un résistant blessé. Il est emprisonné à la caserne Burloup à Rodez. Le 17 août, les Allemands évacuent la ville en emmenant 30 otages dont fait partie Paul Wormser. Ils sont fusillés dans une tranchée au champ de tir de Sainte-Radegonde. Des témoins auraient entendus les victimes entonner La Marseillaise avant leur exécution,. 
Le 21 août, il est d’abord inhumé au cimetière d’Espalion, puis transféré au cimetière israélite de Colmar en juillet 1946.

## Reconnaissance
Son nom figure sur le monument mémorial de Sainte-Radegonde.
Depuis le 17 août 2024, une rue porte son nom à Sainte-Radegonde.

## Distinctions
Il est reconnu « Mort pour la France » et « interné résistant »,.
- Chevalier de la Légion d'honneur[1].
- Croix de guerre 1939–1945[1].
- Médaille de la Résistance française par décret du 3 juin 1955[10].